# Roodnekbaardkoekoek
De roodnekbaardkoekoek (Malacoptila rufa) is een vogel uit de familie Bucconidae (baardkoekoeken).

## Verspreiding en leefgebied
Deze soort komt voor in het zuidelijk en centraal Amazonebekken en telt twee ondersoorten:
- M. r. rufa: oostelijk Peru, westelijk Brazilië en oostelijk Bolivia.
- M. r. brunnescens: het noordelijke deel van Centraal-Brazilië.

## Status
De grootte van de populatie is niet gekwantificeerd maar de soort wordt omschreven als tamelijk algemeen. Op de Rode lijst van de IUCN heeft deze soort de status niet bedreigd.